# CityPlay
Pour les articles homonymes, voir FCV.
CityPlay, anciennement France CitéVision ou FCV jusqu'à avril 2013, était un fournisseur d'accès à internet très haut débit créé en 1999 et basé à Amiens, où il proposait des offres triple play utilisant les technologies HFC et FTTH sur son propre réseau. Par la suite, l'opérateur s'est installé sur plusieurs réseaux d'initiative publique.
CityPlay proposait également des offres quadruple play et mobile, en tant que MVNO sur le réseau Orange.
En juillet 2013, le site web de CityPlay indiquait que l'opérateur avait mis en place plus de 40 000 prises très haut débit résidentielles.
Le 14 mai 2014, l'activité grand public ainsi que le réseau de CityPlay sont rachetés par Altitude Infrastructure, maison mère du fournisseur d'accès concurrent Wibox. Le 4 septembre 2014, c'est l'hébergeur Adista qui en rachète l'activité professionnelle,.
En janvier 2015, le site web de CityPlay n'existe plus et redirige vers celui de Wibox.
Le 31 août 2016, Wibox cède le réseau d'Amiens au Groupe SFR-Numericable.

## Présence

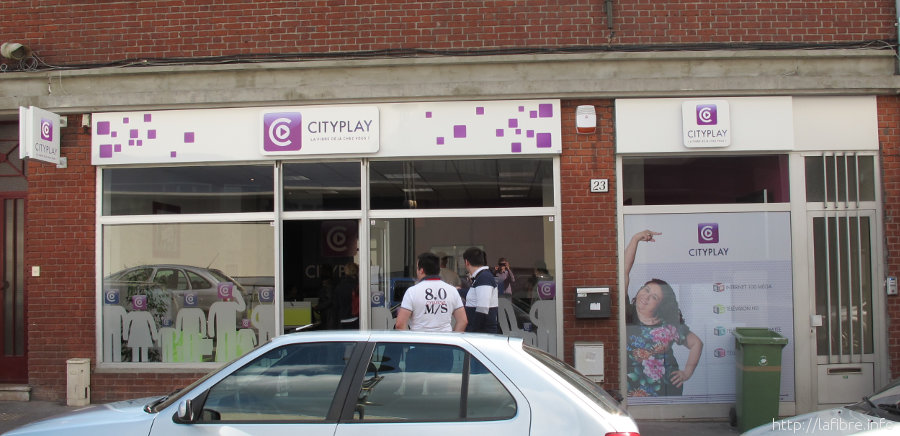
L'agence CityPlay d'Amiens.

Lors de son rachat par Wibox, CityPlay était présent :
- Sur son propre réseau à Amiens ;
- Sur le réseau de la communauté d'agglomération Europ'Essonne, qui couvre Épinay-sur-Orge, Saulx-les-Chartreux, Champlan et La Ville-du-Bois ;
- Sur le réseau du Syndicat intercommunal à vocation unique de Cappelle-la-Grande, Coudekerque-Branche, Fort-Mardyck et Saint-Pol-sur-Mer ;
- Sur le réseau de Moulins-lès-Metz en Moselle ;
- Sur le réseau de la communauté d'agglomération Seine-Essonne, qui couvre Soisy-sur-Seine, Étiolles, Corbeil-Essonnes et Le Coudray-Montceaux ;
- Sur le réseau du conseil général de Seine-et-Marne, qui couvre Bailly-Romainvilliers, Cesson, Vert-Saint-Denis et Chevry-Cossigny[12].

Dans le passé, CityPlay était également présent :
- Sur le réseau de Maizières-lès-Metz en Moselle ;
- Sur le réseau de la communauté de communes Cœur Côte Fleurie, qui couvre Saint-Pierre-Azif, Vauville, Benerville-sur-Mer, Blonville-sur-Mer, Deauville, Saint-Arnoult, Touques, Tourgéville, Trouville-sur-Mer, Villers-sur-Mer et Villerville.

## Historique
En 1999, la SAS France CitéVision est créée.
Le 25 septembre 2000, le journal officiel annonce l'attribution d'une licence d'opérateur à France CitéVision pour le département de Loir-et-Cher, qui sera étendue le 20 août 2001 aux régions Auvergne, Centre, Île-de-France, Picardie et Poitou-Charentes. L'ARCEP a enregistré France CitéVision en tant que « réseau ouvert au public, service téléphonique » avec le nom de code FCTV.
Le 11 juin 2001, France CitéVision est retenu pour la réalisation du réseau câblé de la ville d'Amiens, ainsi que d'un réseau local nommé Philéas Net dédié aux établissements publics de la même ville.
En 2002, France CitéVision commence à investir et construire son réseau sur Amiens.
Début 2003, les premiers quartiers d'Amiens construits ont accès aux services de France CitéVision.
Le 19 juillet 2007, Alcatel-Lucent annonce la construction d'un réseau FTTH GPON sur Amiens pour France CitéVision. Jusque-là, les clients amiénois étaient raccordés en HFC,.
Depuis le 9 janvier 2012, France CitéVision propose des offres mobile des offres quadruple play et mobile en tant que MVNO sur le réseau France Télécom.
Le 26 juillet 2012, France CitéVision annonce sept licenciements économiques. Des grévistes annoncent alors le chiffre de 80 clients pour la téléphonie mobile.
En novembre 2012, France CitéVision arrive sur le secteur de la Côte Fleurie.
Le 29 janvier 2013, l'ARCEP attribue le numéro court 1006 à France CitéVision.
En mars 2013, France CitéVision commence à raccorder des abonnés sur le réseau SIVU fibre des villes de Cappelle-la-Grande, Coudekerque-Branche, Fort-Mardyck et Saint-Pol-sur-Mer.
En 2013, France CitéVision est également présent en Moselle sur le réseau de Moulins-lès-Metz et Maizières-lès-Metz, ainsi que sur Europ'Essonne,.
Le 16 avril 2013, France CitéVision est officiellement renommé en CityPlay, changement de marque qui avait déjà été annoncé dans un dossier de presse le 14 novembre 2012.
En septembre 2013, CityPlay annonce neuf nouveaux licenciements.
En janvier 2014, alors que Orange commence à déployer de la fibre optique sur Amiens en concurrence avec CityPlay, l'installation d'une nouvelle tête de réseau est annoncée pour 2014.

### Logo

Logo original de France CitéVision.
Logo de CityPlay utilisé à partir de 2013

## Matériel
CityPlay propose différentes box et différents routeurs selon les réseaux sur lesquels l'opérateur est présent.
En mars 2013, CityPlay fournissait aux abonnés du réseau SIVU un routeur de marque Comtrend associé à un décodeur TV Siligence, ainsi qu'à un téléphone Logicom.
En novembre 2013, le site web de CityPlay mentionne deux décodeurs TV différents : un décodeur SGS 7233 de marque Siligence, ainsi que la box Vidéo Futur.

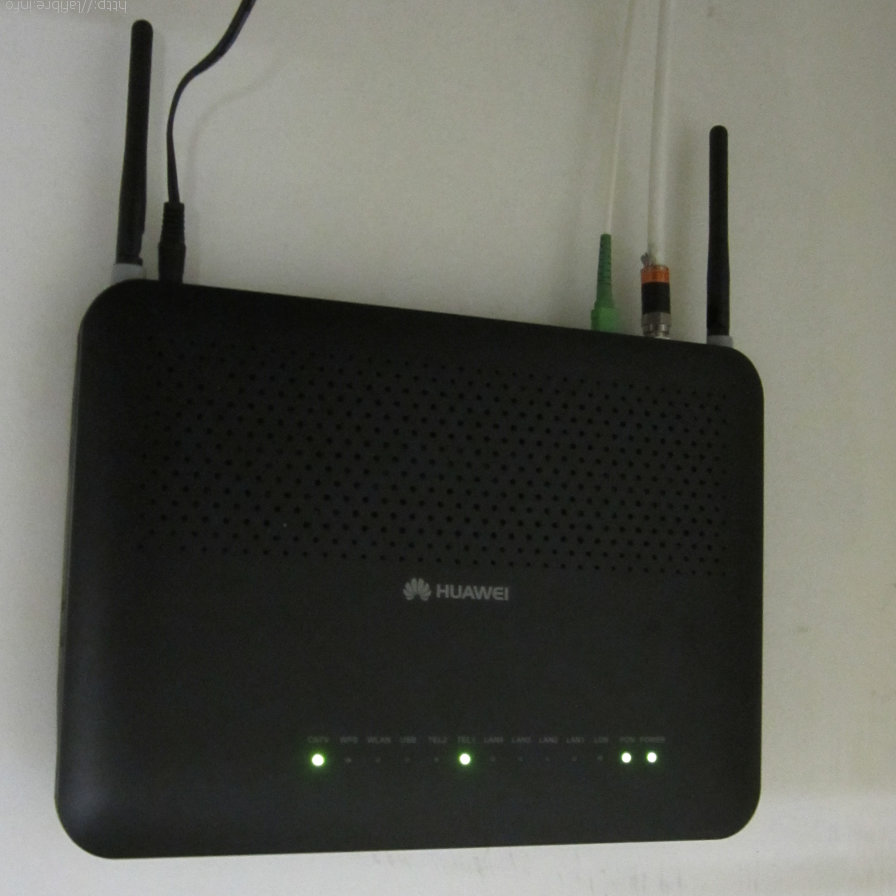
La box fournie sur le réseau de Moulins-lès-Metz en juin 2013.
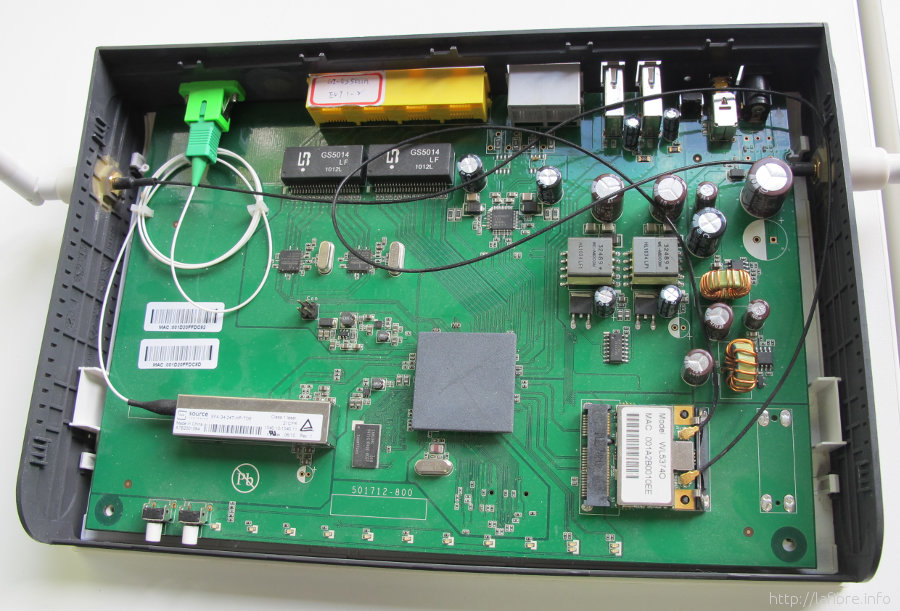
La box fournie sur le réseau FTTH d'Amiens en juin 2013 (vue intérieure).
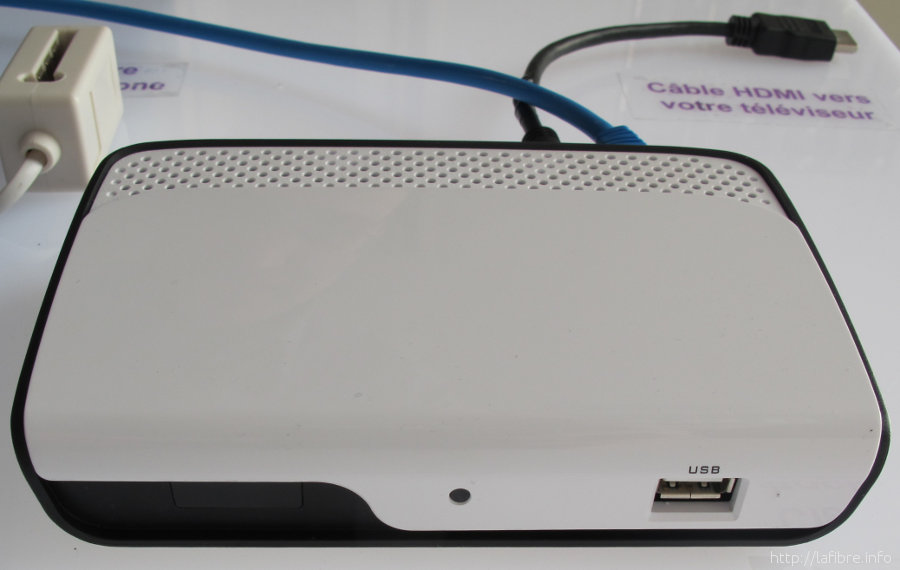
Le décodeur TV fourni aux abonnés FTTH en juin 2013.
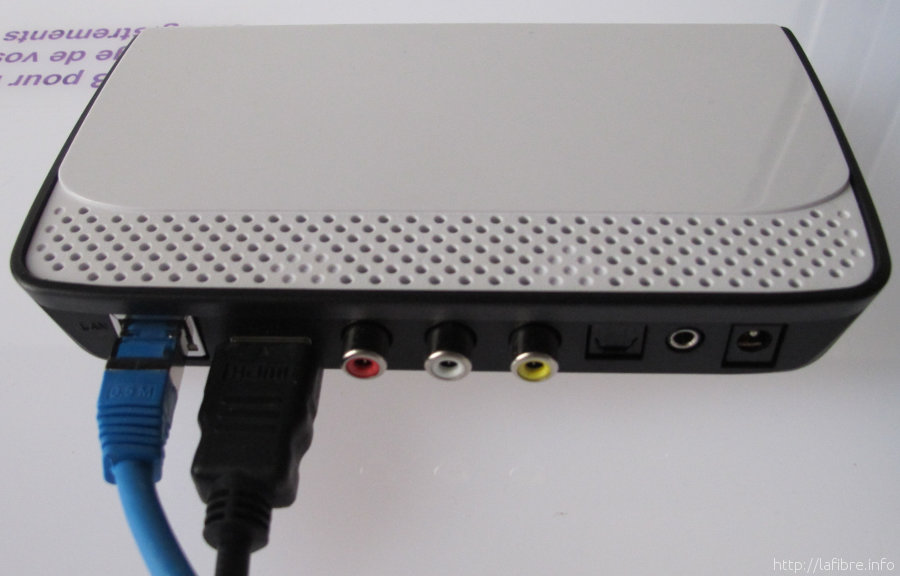
Le décodeur TV fourni aux abonnés FTTH en juin 2013 (vue arrière).
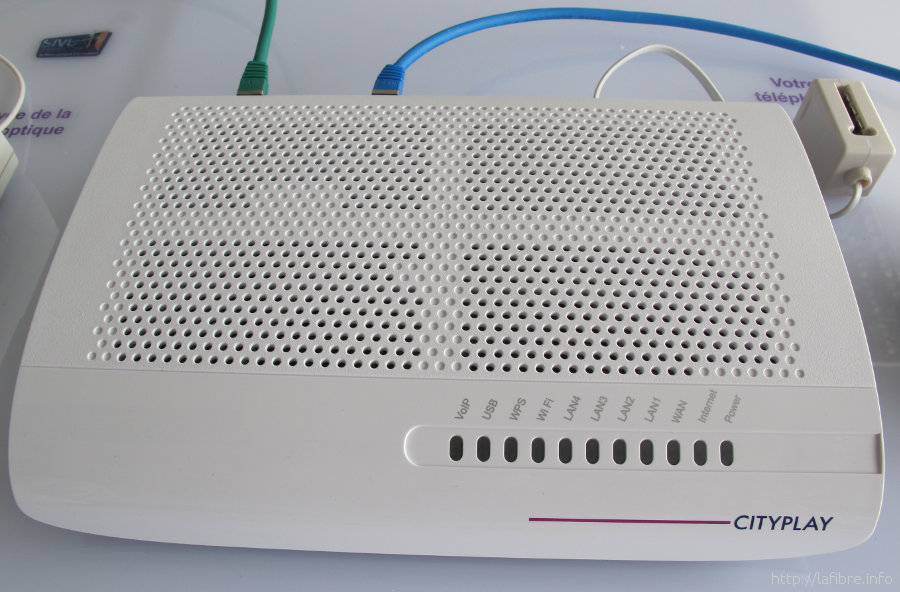
Le routeur fourni sur le réseau SIVU en juin 2013.
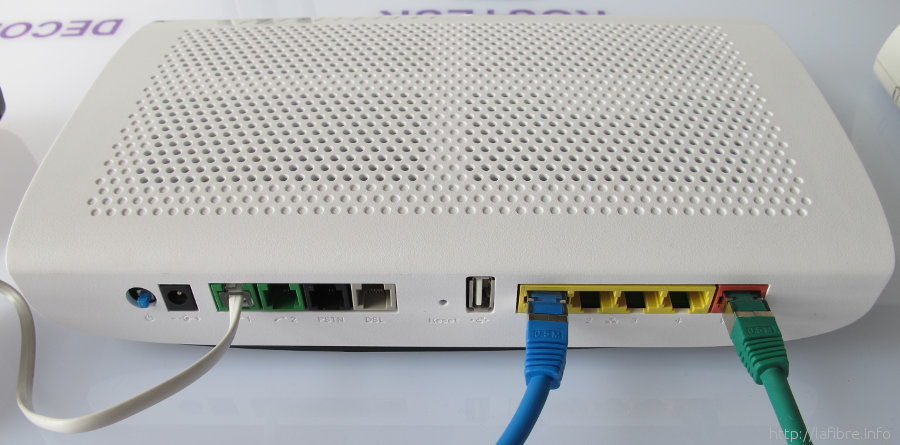
Le routeur fourni sur le réseau SIVU en juin 2013 (vue arrière).
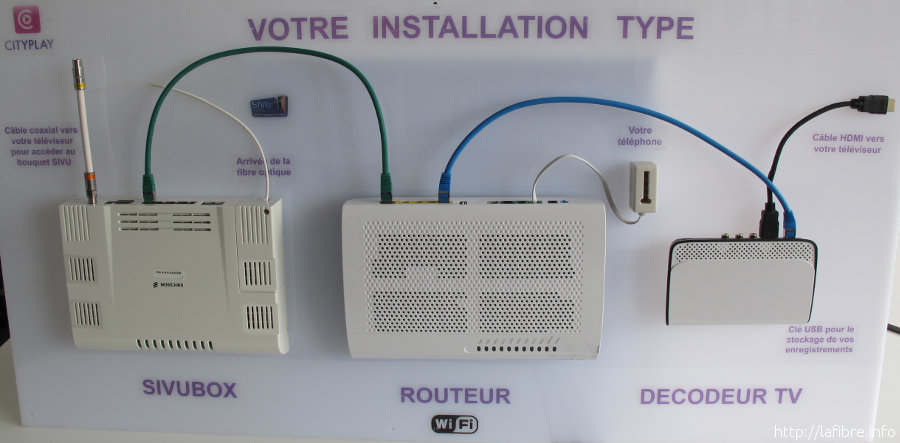
Le matériel fourni sur le réseau SIVU en juin 2013.

## Service antenne
Lors de son installation dans un immeuble sur le réseau d'Amiens, le câble a pu remplacer les anciens réseaux de distribution ; les prises mises en place dans les appartements ne sont plus reliées à une antenne « râteau » (qui parfois est encore présente, mais déconnectée). Pour éviter que le téléspectateur ne soit lésé, la loi impose au câblo-opérateur de diffuser toutes les chaînes nationales gratuites de la TNT.
Les opérateurs doivent faire, sur demande du client, une offre commerciale au gestionnaire de l’immeuble pour fixer les modalités de ce service antenne. L’offre ne doit être soumise ni à un abonnement, ni à une location de terminal. Seule une redevance d’entretien du réseau peut être demandée, généralement de l’ordre de quelques euros par mois et par logement ; elle est incluse dans les charges communes. Des informations juridiques plus précises sont présentes dans l’article 34-1 de la loi du 30 septembre 1986. Le CSA en a précisé les conditions de mise en œuvre, notamment financières et techniques, dans sa recommandation du 21 mars 2006.
| Canal | Chaîne                   | Notes             | Actionnaires                                       | Format de diffusion |
| ----- | ------------------------ | ----------------- | -------------------------------------------------- | ------------------- |
| 0     | Mosaïque                 | - Diffusion en HD | Cityplay                                           | 16:9                |
| 1     | TF1                      | - Diffusion en HD | Groupe TF1                                         | 16:9                |
| 2     | France 2                 | - Diffusion en HD | France Télévisions                                 | 16:9                |
| 3     | France 3 Picardie        | - Diffusion en HD | France Télévisions                                 | 16:9                |
| 4     | France 4                 | - Diffusion en HD | France Télévisions                                 | 16:9                |
| 5     | France 5                 | - Diffusion en HD | France Télévisions                                 | 16:9                |
| 6     | M6                       | - Diffusion en HD | Groupe M6                                          | 16:9                |
| 7     | Arte                     | - Diffusion en HD | Arte France                                        | 16:9                |
| 8     | LCP / Public Sénat       | - Diffusion en HD | Assemblée nationale et Sénat                       | 16:9                |
| 9     | W9                       | - Diffusion en HD | Groupe M6                                          | 16:9                |
| 10    | TMC                      | - Diffusion en HD | Groupe TF1                                         | 16:9                |
| 11    | TFX                      | - Diffusion en HD | Groupe TF1                                         | 16:9                |
| 12    | Gulli                    | - Diffusion en HD | Groupe M6                                          | 16:9                |
| 13    | BFM TV                   | - Diffusion en HD | RMC BFM                                            | 16:9                |
| 14    | CNews                    | - Diffusion en HD | Canal+                                             | 16:9                |
| 15    | LCI                      | - Diffusion en HD | Groupe TF1                                         | 16:9                |
| 16    | France Info              | - Diffusion en HD | France Télévisions                                 | 16:9                |
| 17    | CStar                    | - Diffusion en HD | Canal+                                             | 16:9                |
| 18    | T18                      | - Diffusion en HD | CMI France                                         | 16:9                |
| 19    | NOVO19                   | - Diffusion en HD | Groupe Sipa-Ouest France                           | 16:9                |
| 20    | TF1 Séries Films         | - Diffusion en HD | Groupe TF1                                         | 16:9                |
| 21    | L'Équipe                 | - Diffusion en HD | Groupe Amaury                                      | 16:9                |
| 22    | 6ter                     | - Diffusion en HD | Groupe M6                                          | 16:9                |
| 23    | RMC Story                | - Diffusion en HD | RMC BFM                                            | 16:9                |
| 24    | RMC Découverte           | - Diffusion en HD | RMC BFM                                            | 16:9                |
| 25    | Chérie 25                | - Diffusion en HD | NRJ Group                                          | 16:9                |
| 26    | Canal+                   | - Diffusion en SD | Canal+                                             | 16:9                |
| 27    | OCS                      | - Diffusion en SD | Canal+                                             | 16:9                |
| 28    | NRJ Hits                 | - Diffusion en SD | NRJ Group                                          | 16:9                |
| 29    | RTL9                     | - Diffusion en HD | Mediawan Thematics                                 | 16:9                |
| 30    | Téva                     | - Diffusion en HD | Groupe M6                                          | 16:9                |
| 31    | Paris Première           | - Diffusion en HD | Groupe M6                                          | 16:9                |
| 32    | BFM Business             | - Diffusion en HD | RMC BFM                                            | 16:9                |
| 33    | MTV                      | - Diffusion en HD | Paramount Networks France                          | 16:9                |
| 34    | Nickelodeon              | - Diffusion en HD | Paramount Networks France                          | 16:9                |
| 35    | Wéo Picardie             | - Diffusion en HD | Société de Télévision Multilocale (Groupe La Voix) | 16:9                |
| 36    | Nickelodeon Junior       | - Diffusion en HD | Paramount Networks France                          | 16:9                |
| 37    | Nickelodeon Teen         | - Diffusion en HD | Paramount Networks France                          | 16:9                |
| 38    | Piwi+                    | - Diffusion en HD | Canal+                                             | 16:9                |
| 39    | Télétoon+                | - Diffusion en HD | Canal+                                             | 16:9                |
| 40    | Télétoon+1               | - Diffusion en SD | Canal+                                             | 16:9                |
| 41    | Canal+ Cinéma(s)         | - Diffusion en HD | Canal+                                             | 16:9                |
| 42    | CStar Hits France        | - Diffusion en SD | Canal+                                             | 16:9                |
| 43    | Canal+ Foot              | - Diffusion en HD | Canal+                                             | 16:9                |
| 44    | Canal+ Docs              | - Diffusion en HD | Canal+                                             | 16:9                |
| 45    | Canal+ Sport             | - Diffusion en HD | Canal+                                             | 16:9                |
| 46    | Canal+ Séries            | - Diffusion en HD | Canal+                                             | 16:9                |
| 47    | Comédie+                 | - Diffusion en HD | Canal+                                             | 16:9                |
| 48    | MCM                      | - Diffusion en HD | Groupe M6                                          | 16:9                |
| 49    | AB1                      | - Diffusion en HD | Mediawan Thematics                                 | 16:9                |
| 50    | Disney+                  | - Diffusion en HD | The Walt Disney Company France                     | 16:9                |
| 51    | Netflix                  | - Diffusion en HD | Netflix                                            | 16:9                |
| 52    | Série Club               | - Diffusion en HD | Groupe TF1 et Groupe M6                            | 16:9                |
| 53    | 13ème Rue                | - Diffusion en HD | NBCUniversal                                       | 16:9                |
| 54    | J-One                    | - Diffusion en HD | Paramount Networks France                          | 16:9                |
| 55    | Game One                 | - Diffusion en HD | Paramount Networks France                          | 16:9                |
| 56    | Game One +1              | - Diffusion en HD | Paramount Networks France                          | 16:9                |
| 57    | Paramount Network        | - Diffusion en HD | Paramount Networks France                          | 16:9                |
| 58    | Paramount Network Décalé | - Diffusion en HD | Paramount Networks France                          | 16:9                |
| 59    | Comedy Central           | - Diffusion en HD | Paramount Networks France                          | 16:9                |
| 60    | BET                      | - Diffusion en HD | Paramount Networks France                          | 16:9                |